# Centro internazionale di scienze meccaniche
Il Centro internazionale di scienze meccaniche (CISM o International Centre for Mechanical Sciences) è una organizzazione senza scopo di lucro fondata nel 1968 da scienziati europei per favorire lo scambio e l'applicazione delle conoscenze più avanzate nelle scienze meccaniche e in altri campi (matematica, teoria dei sistemi, teoria dell'informazione, ricerca operativa, informatica, intelligenza artificiale).
Ha sede presso Palazzo del Torso, nel centro di Udine, dove il Centro dispone di due aule di lezione, diverse salette per seminari e incontri, biblioteca. La principale attività del Centro consiste nell'organizzazione di corsi, seminari, gruppi di lavoro, simposi e conferenze.
I testi delle lezioni dei corsi CISM vengono pubblicati da Springer Verlag di Vienna e New York. La rivista internazionale Mechanics Research Communications è stata fondata dal CISM in collaborazione con la Pergamon Press di Oxford, nel 1973.
Il CISM è finanziato dalla Regione Friuli Venezia Giulia, dalla Provincia di Udine e dalla città di Udine e da istituzioni locali pubbliche e private, nonché da analoghe istituzioni europee. Ulteriori finanziamenti vengono dal Consiglio Nazionale delle Ricerche (CNR) e dall'UNESCO. Il CISM ha inoltre collaborazioni consolidate con AIMETA, ECCOMAS, ERCOFTAC, EUROMECH, GAMM, IFToMM e IUTAM.